# ヨーデルは招く!
『ヨーデルは招く!』は、トミー藤山、大野義夫の共同名義アルバム。1963年8月に日本コロムビアからリリースされた。バックは原田実とワゴン・エースが務めている。

## 収録曲
Side 1
1. テネシー・ヨーデル・ポルカ
2. 山小舎の灯
3. ヨーデル・ブルース
4. スキー
5. 雪山讃歌

Side 2
1. 山の人気者
2. 峠の我が家
3. 山男の唄
4. キャトル・コール

## パーソネル
- トミー藤山（歌）
- 大野義夫（歌）
- 原田実とワゴン・エース（伴奏）